# Lumière d'étoile
Lumière d'étoile est le quatrième album de la série de bande dessinée Rork, écrite et dessinée par Andreas. Cet album a été publié en 1988 aux Éditions du Lombard.
Rork, suivant un message dans un alphabet mystérieux, s'enfonce dans un territoire désertique du Mexique. Dans un village à flanc de montage, il rencontre Deliah, échouée ici après son passage dans un autre univers.

## Résumé

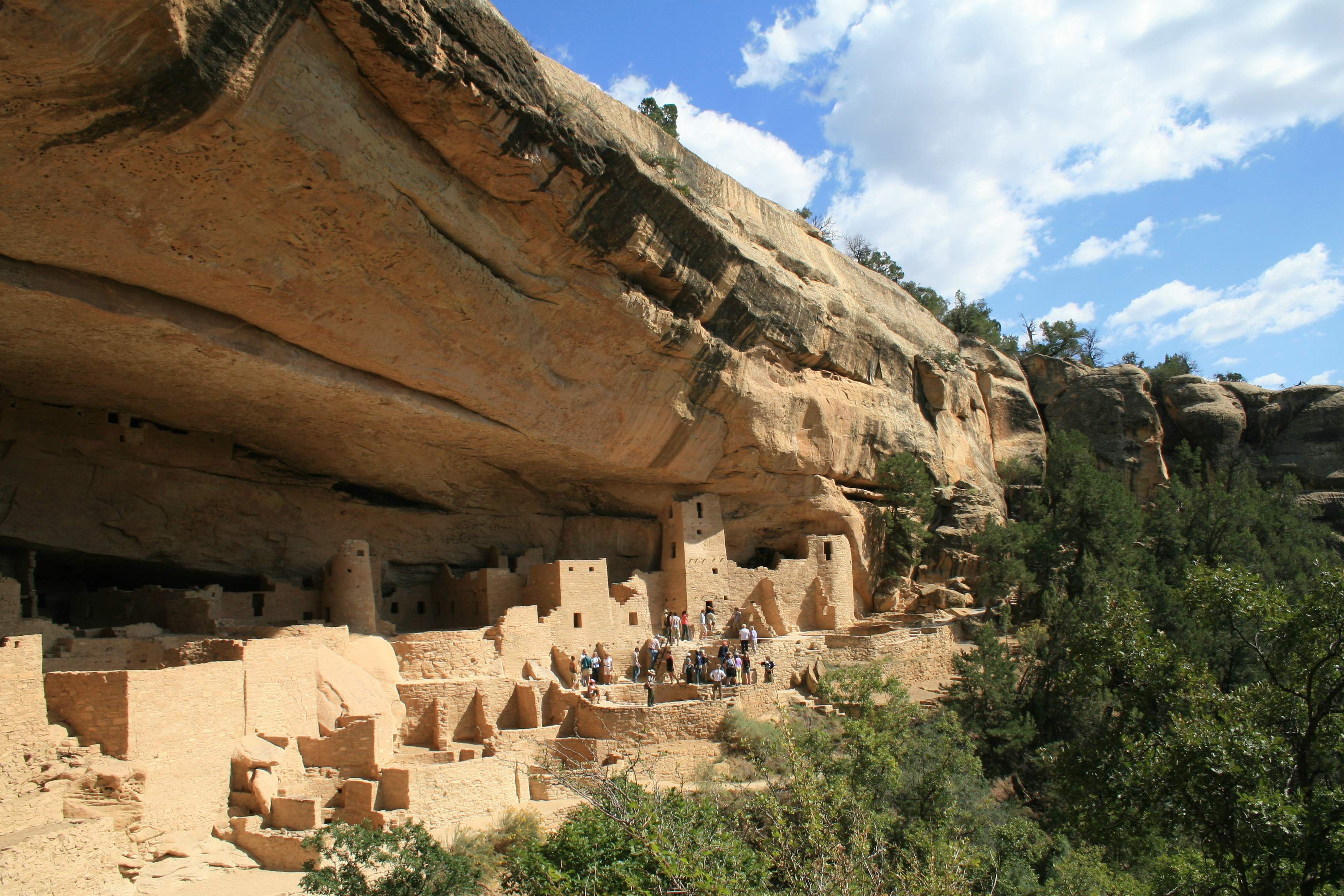
Le village visité par Rork présente une ressemblance avec Cliff Palace, vestige d'un site amérindien dans le parc national de Mesa Verde.

L'album s'ouvre sur une suite de planches sans texte, qui montrent le voyage de Rork en bateau, et son arrivée dans une ville du Mexique. Dans la rue, une jeune fille lui remet un parchemin comportant un message mystérieux. Rork continue son voyage à l'intérieur des terres, et s'aventure dans un territoire désertique majestueux.

### Dans le village
Après un monologue, une femme âgée – on découvrira qu'il s'agit de Deliah, devenue prêtresse de cette communauté – se rend dans la « maison de l'aigle » pour envoyer une deuxième missive. Sur le chemin du retour, elle croise Shamah et Bagat, l'homme médecine et sa femme. Elle interroge Shamah sur l'avancement des « préparatifs », mais refuse de donner plus d'informations sur l'« événement » prévu dans deux jours.
Dans le désert, tandis que la nuit tombe, Rork poursuit son ascension et rencontre un vieil indien, qui lui fait des prédictions dont Rork ne saisit pas le sens. Dans le village, Shamat demande à Juacho d'espionner la prêtresse, et de découvrir ce qui se cache derrière une tenture qui couvre une paroi de sa maison.
Le lendemain, Deliah s'adresse à la foule rassemblée sous sa maison, et l'exhorte à garder patience jusqu'à la nuit. Son discours est perturbé par l'arrivée de Rork, et l'irruption dans le ciel d'un engin volant piloté par Blei, qui se désagrège et s'écrase au sol. Blei, inconscient, est emmené chez l'homme-médecine.

### Retrouvailles de Rork et Deliah
Au cours de leur discussion, Deliah révèle à Rork ce qui lui est arrivé après son passage dans un autre monde: elle y a rencontré un homme qui l'a initiée aux « Passages ». Le temps s'écoulant différemment dans cet univers, elle y a vécu pendant quarante ans, mais six mois seulement se sont écoulés sur Terre.
Deliah montre ensuite à Rork la fresque cachée derrière la tenture. Il s'agit d'une peinture rupestre très ancienne qui montre un étrange phénomène planétaire: un rayon de lumière provenant d'une étoile lointaine, amplifié par une « planète de cristal », qui frapperait à intervalles réguliers la plaine que surplombe le pueblo. Ce rayon a le pouvoir de transformer ce qu'il touche. Le calendrier, primitif mais précis, indique que l'événement se produira cette nuit. 

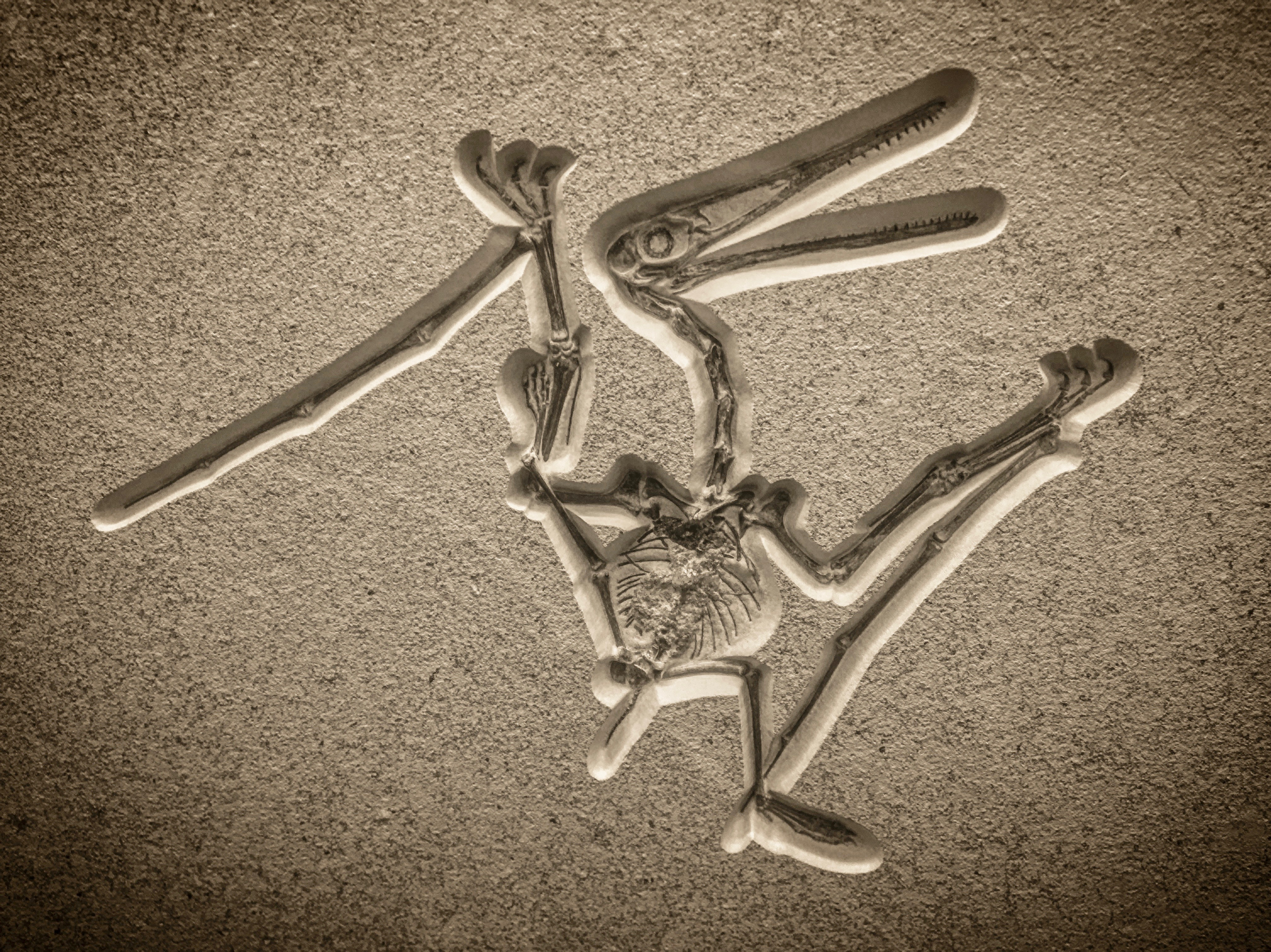
Un fossile de ptérodactyle.

Espionnant la scène à travers les yeux du chat, Juacho reproduit la fresque sur une grande feuille de papier. Shamah entrevoit la possibilité de se transformer, grâce à cette lumière, en un être « supérieur à tous ». Après le départ de Shamah et Juacho, Blei émerge de son inconscience, et étudie les dessins laissés par Juacho. Il fait le rapprochement entre un détail de la fresque, et le fossile d'une créature volante qu'il a trouvé dans une grotte, croisement entre un humain un ptérodactyle. Il entrevoit la possibilité de réaliser son rêve, et de devenir pareil à cette créature. 
Par la suite, tandis que Rork observe la plaine depuis une esplanade, il est attaqué par Shamah, qui, d'un coup de poing, le fait chuter par-dessus le muret.  

### L'événement
Lorsque Rork rouvre les yeux, la nuit est tombée. Il a été sauvé par le vieil indien, qui a soigné son bras cassé. Pendant ce temps, dans la plaine, Deliah a disposé une série d'objets au milieu d'un cercle entouré de cinq brasiers. Ces objets sont:   
1. une souris dans une cage.
2. un bol rempli d'eau.
3. un petit cactus.
4. une pierre aux motifs étranges.
5. une pomme.

L'alignement des corps célestes se réalise comme prévu, et un rayon de lumière blanche se focalise sur le cercle de pierre. Deux actions imprévues viennent perturber le phénomène: Shamah, qui s'était caché derrière un rocher, se précipite dans le cercle; au même moment, Blei dirige son engin volant dans le rayon, ce qui obscurcit sa lumière. Quelques instants plus tard, le phénomène arrive à sa fin et le rayon s'éteint.
Deliah observe le résultat de ses expériences: le cactus a été calciné, le bol d'eau a éclaté, la souris a éventré la cage est s'est enfuie (la forme de ses traces indique que « ce n'est plus une souris »). La pomme semble intacte, tandis que la pierre colorée brille d'un éclat surnaturel.
Deliah et Rork croisent Bagat et Shamah, ce dernier se cachant sous une couverture. La partie de son corps illuminée par la lumière d'étoile s'est transformée, le laissant défiguré. Le couple s'éloigne dans le désert, tandis que le soleil se lève.

### Sy-Ra
De retour au village, Deliah déclare aux habitants qu'elle n'assumera plus sa position de prêtresse, et qu'ils n'ont plus besoin de chef. Arrivés à la maison de l'aigle, Deliah dévoile à Rork le secret qu'abritait cette maison: Sy-Ra, la fille de Deliah. Ayant fait le voyage entre deux mondes sans avoir été initiée au Passage, la jeune femme est restée « suspendue entre deux univers ». Deliah demande à Rork d'emmener sa fille à New York, où un astrologue nommé Capricorne pourra l'aider à la ramener « dans ce monde-ci ».
Rork entreprend le voyage avec Sy-Ra, après avoir précisé à Deliah qu'il aura besoin d'elle « dans neuf mois ».

## Personnages
- Rork
- Deliah Darkthorn (aka Low Valley), devenue prêtresse d'une communauté indigène rurale.
- Shamah, homme-médecine, il est une figure d'autorité dans sa communauté. Il voit d'un très mauvais œil l'ascendant de Low Valley sur les villageois, et réagit avec hostilité à l'arrivée de Rork.
- Bagat, l'épouse de Shamah. Contrairement à son mari, elle montre de la sympathie à l'égard de Rork.
- Juacho, sinistre individu au service de Shamah, auquel il sert d'espion. L'un de ses yeux est masqué par un bandeau.
- Blei, un villageois qui a voué sa vie à l'observation des oiseaux et à la construction de machines volantes.
- Un vieil indien, qui croise à deux reprises la route de Rork, et lui porte secours.
- Sy-Ra, fille de Deliah, dont le nom signifie « Lumière d'étoile ».

## Histoire éditoriale
- Publication en album, coll. « Histoires et légendes », Le Lombard, 1988,  (ISBN 2-8036-0706-9)
- Nouvelle édition, Le Lombard, 1994,  (ISBN 2-8036-0989-4)
- Inclus dans L'intégrale Rork – Tome 2, Le Lombard, 2013, 240 pages,  (ISBN 9782803632053)